# قیمت کربن

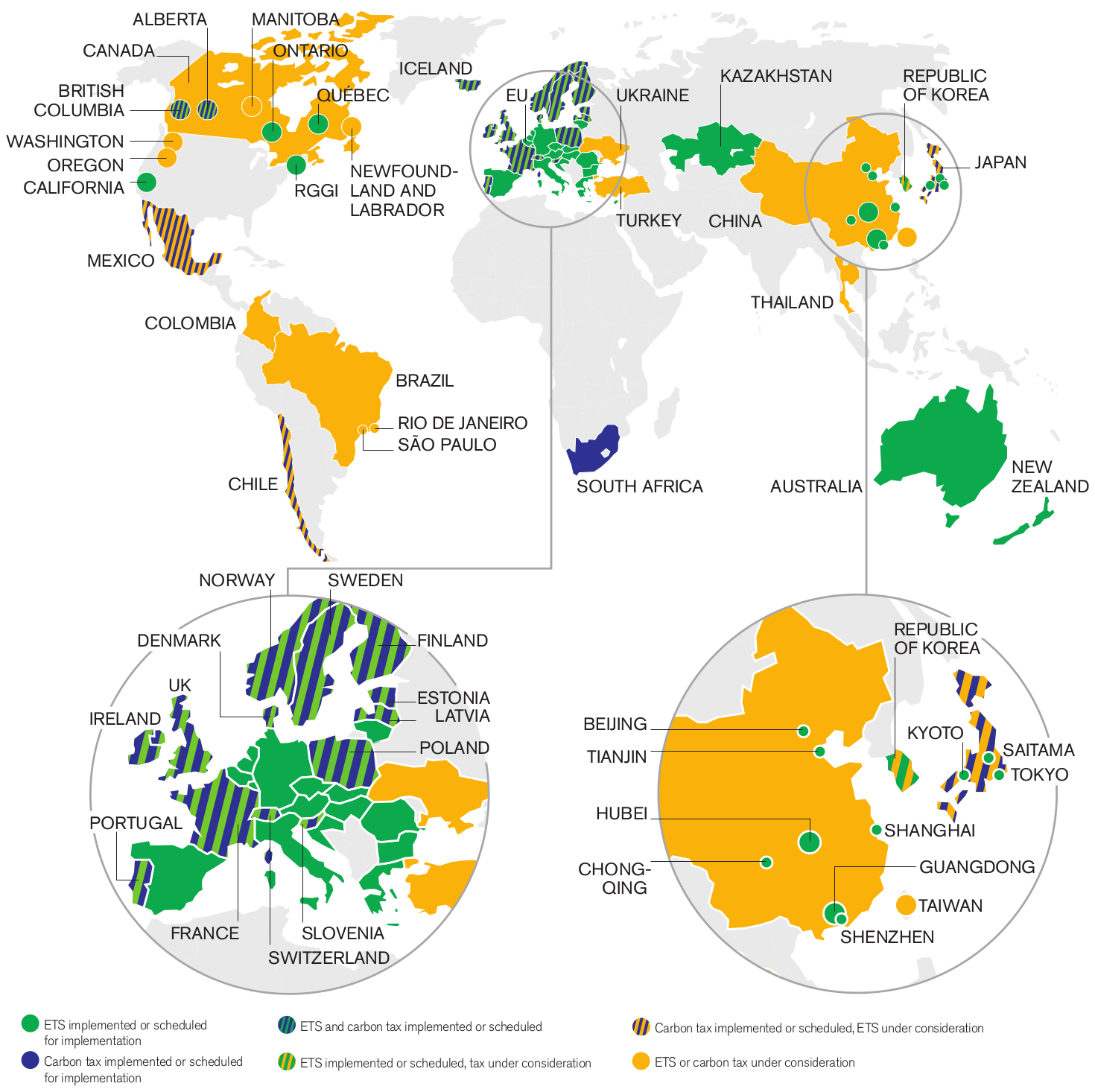
نقشه خلاصه ای از توضیحات موجود، در حال ظهور و طرح‌های بالقوه قیمت گذاری کربن منطقه ای، ملی و محلی

قیمت کربن روشی است که در آن به آلودگی‌های ناشی از کربن هزینه اعمال می‌شود تا صنایع آلاینده به کاهش تولید گازهای گلخانه‌ای ترغیب شوند.
اقتصاددانان بر این باورند که معرفی قیمت کربن یکی از مؤثرترین روش‌ها در کاهش میزان تولید گازهای گلخانه‌ای توسط کشورهاست.

## سیاست قیمت‌گذاری کربن
در سال ۲۰۱۹، دبیرکل سازمان ملل متحد از دولت‌ها خواست تا بر کربن مالیات وضع کنند.